# ウィリアム・ソーリー・ギルピン
ウィリアム・ソーリー・ギルピン（William Sawrey Gilpin、1762年10月4日 - 1843年4月4日）は、イギリスの画家、イラストレーター、 ランドスケープ・デザイナーである。美学者のウィリアム・ギルピンの甥でウィリアム・ギルピンが提唱した「ピクチャレスク美学」に基づく庭園のデザインもした。

## 略歴
イングランド北部、カンブリアのスケールビー・キャッスル（Scaleby Castle）に生まれた。父親は動物画を得意とした画家のソーリー・ギルピン（Sawrey Gilpin RA: 1733-1807）で、叔父のウィリアム・ギルピン(William Gilpin: 1724-1804)はイギリス各地の旅行記や美学・美術に関する著作で有名な人物である。叔父が校長を務めるプレパラトリー・スクールのCheam Schoolで学んだ。
アクアチント版画の技術を独学で学び、1780年代に、叔父の風景美に関する著作の挿絵を制作した。水彩画家として有名になり、1804年に水彩画家協会（Society of Painters in Water-Colours）の創立メンバーとなり初代の会長に選ばれた 。絵画コレクターのジョージ・ボーモント卿（Sir George Beaumont, 7th Baronet）の支援を受け、ジョージ・ボーモント卿を通じて美術評論家のユーヴドール・プライス（1747-1829）とも知り合った。1806年から、当時バッキンガムシャーのGreat Marlowにあり、1812年に移転してサンドハースト王立陸軍士官学校となる陸軍士官学校で製図の教授となり安定した収入が得られていたが、ナポレオン戦争が終わった後の軍の経費削減により1820年に突然解雇された。
60歳に近かったがランドスケープ・デザイナーの仕事に転じ、ユーヴドール・プライスからも助言を受けて、多くの邸宅の庭園や公園をデザインの注文を受け成功した。「ピクチャレスク」のスタイルの不規則な花壇や植栽の配置や緩やかに曲がった遊歩道を配置したスタイルであった。1832年に著書、「Practical Hints upon Landscape Gardening: with some remarks on Domestic Architecture, as connected with scenery（ランドスケープ・ガーデニングに関する実践的なヒント）」を出版し、1835年に第2版が出版された。
1843年にノース・ヨークシャーで亡くなった。

## 作品

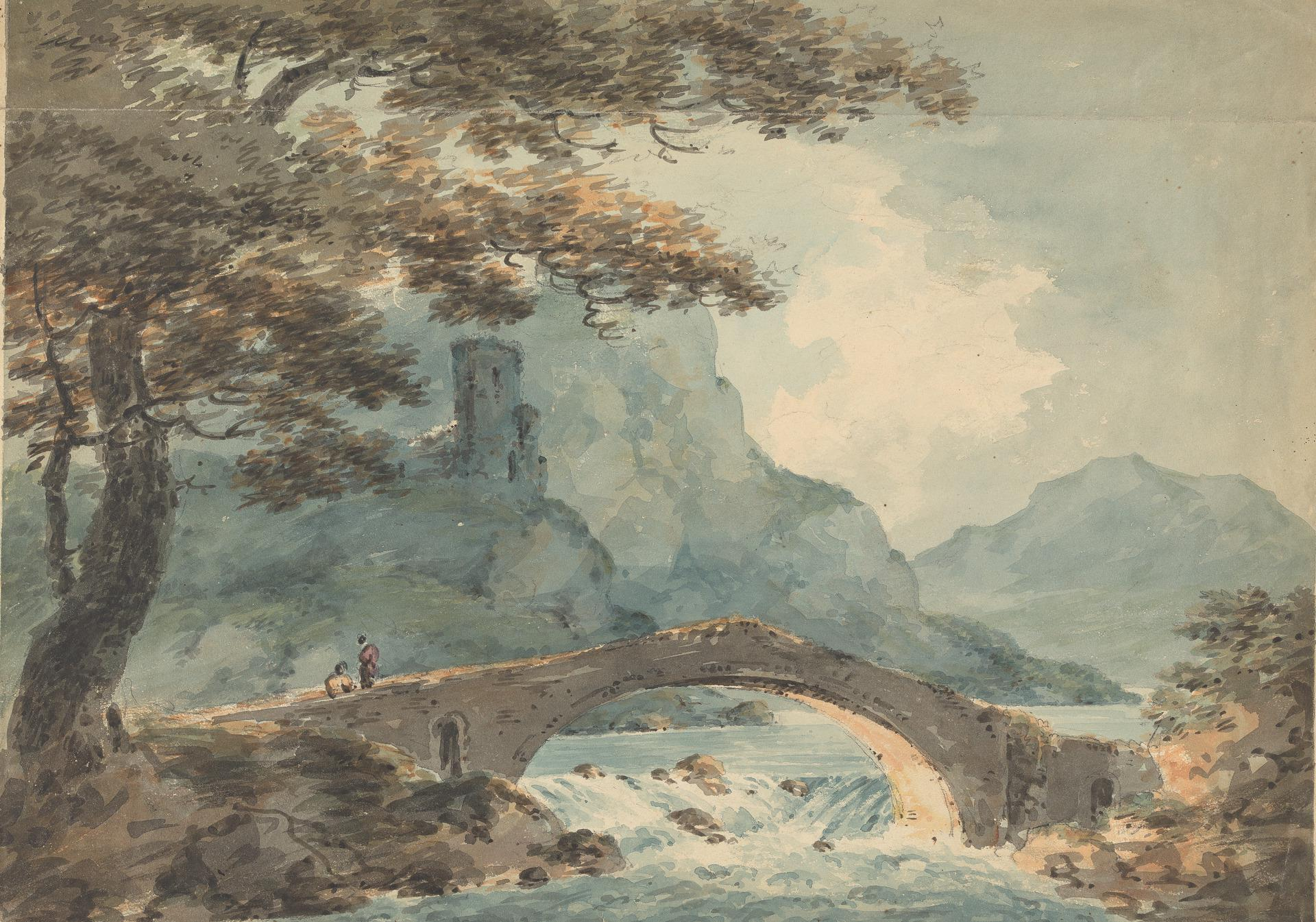
橋の上の人物」
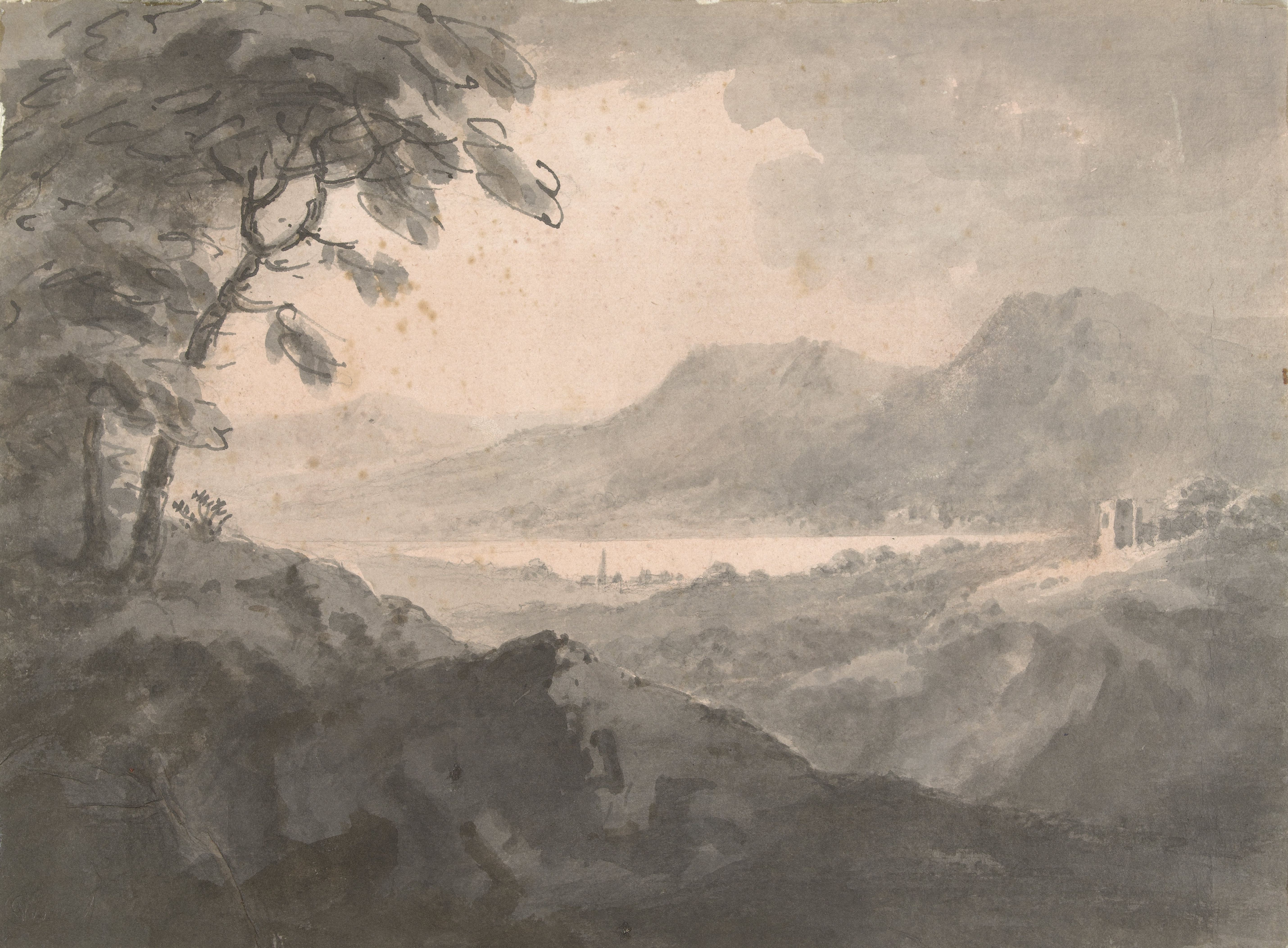
Meer in de bergen
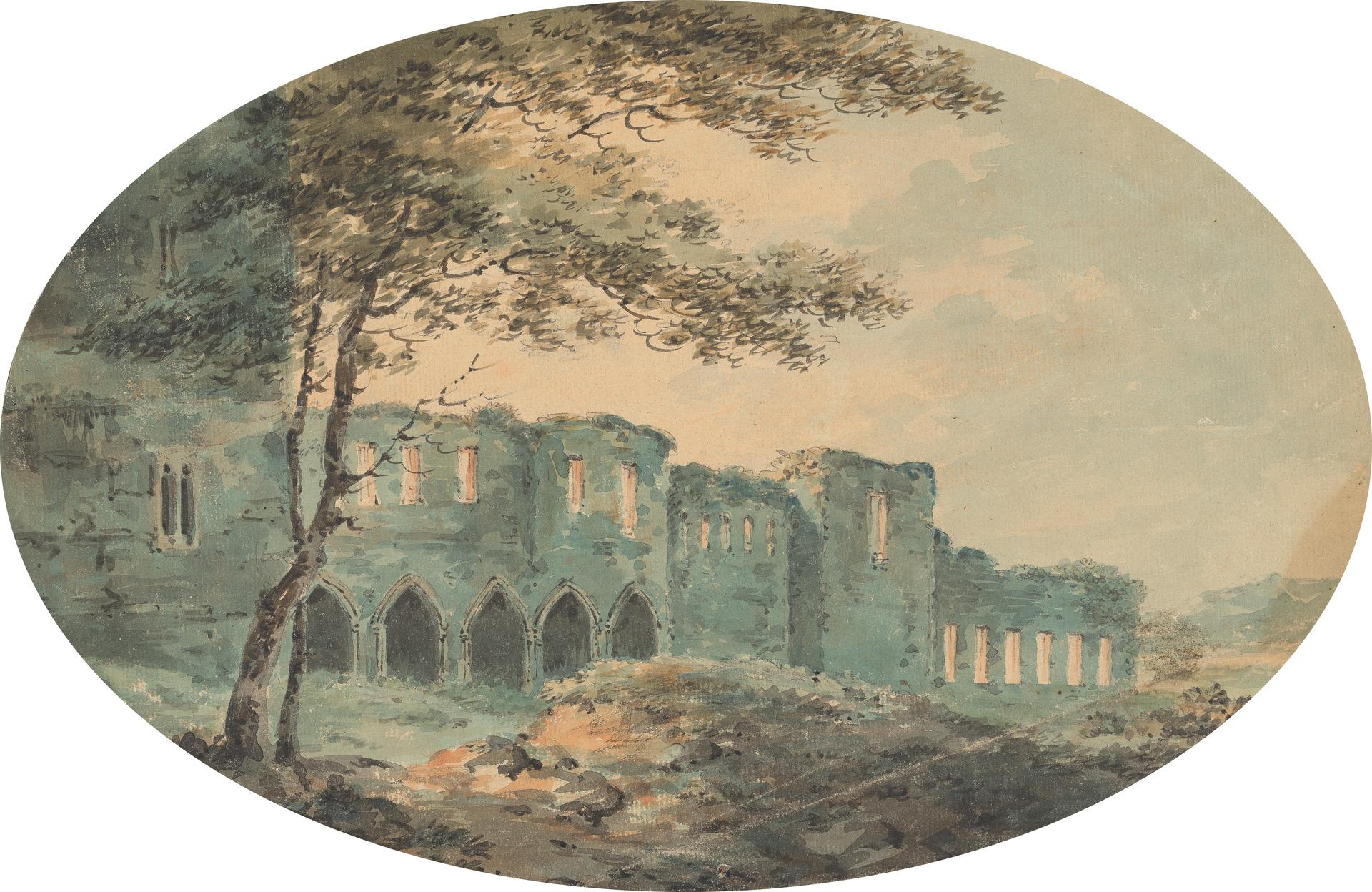
Abbey Ruin
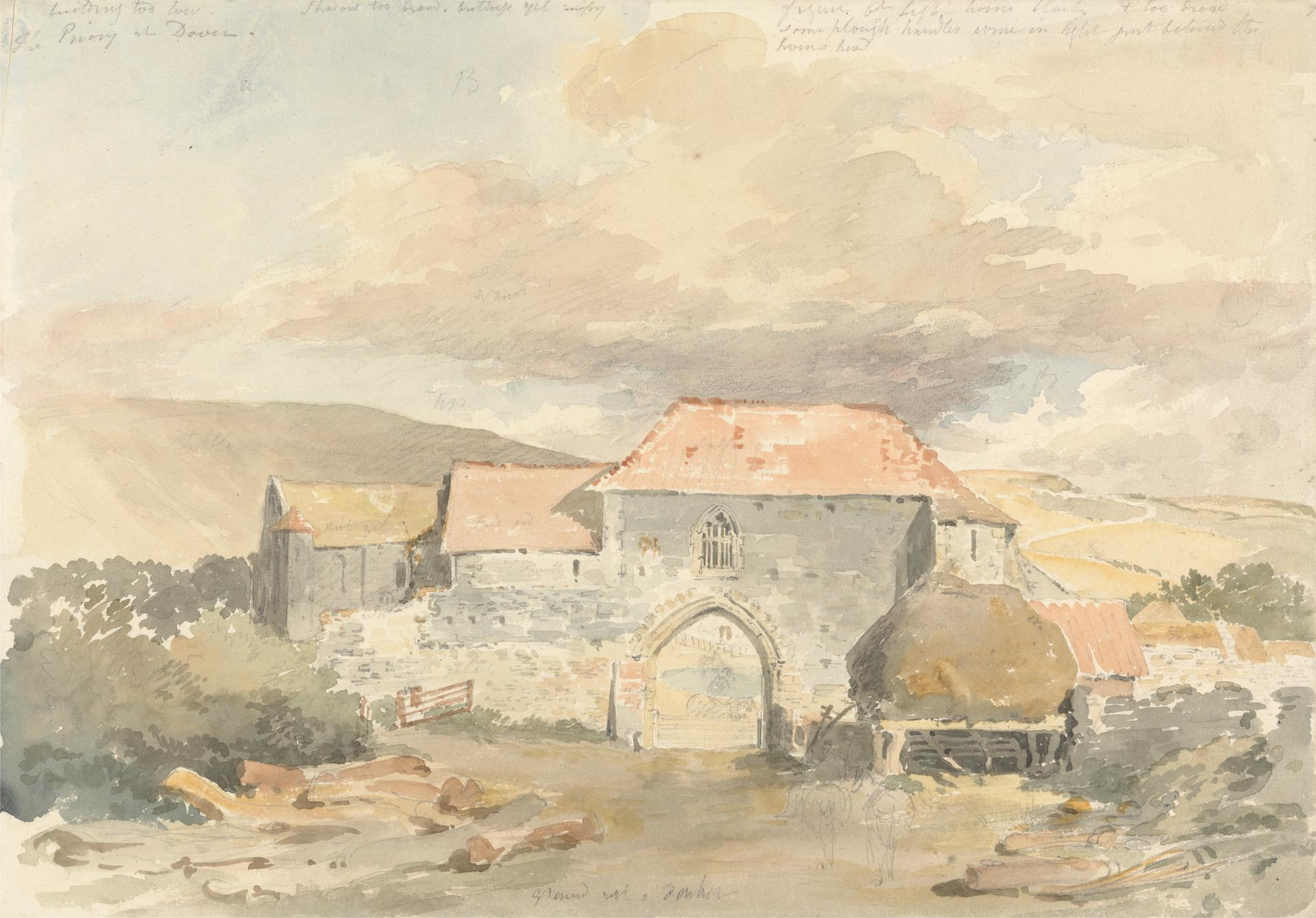
ドーバーの修道院